# Санітарна авіація

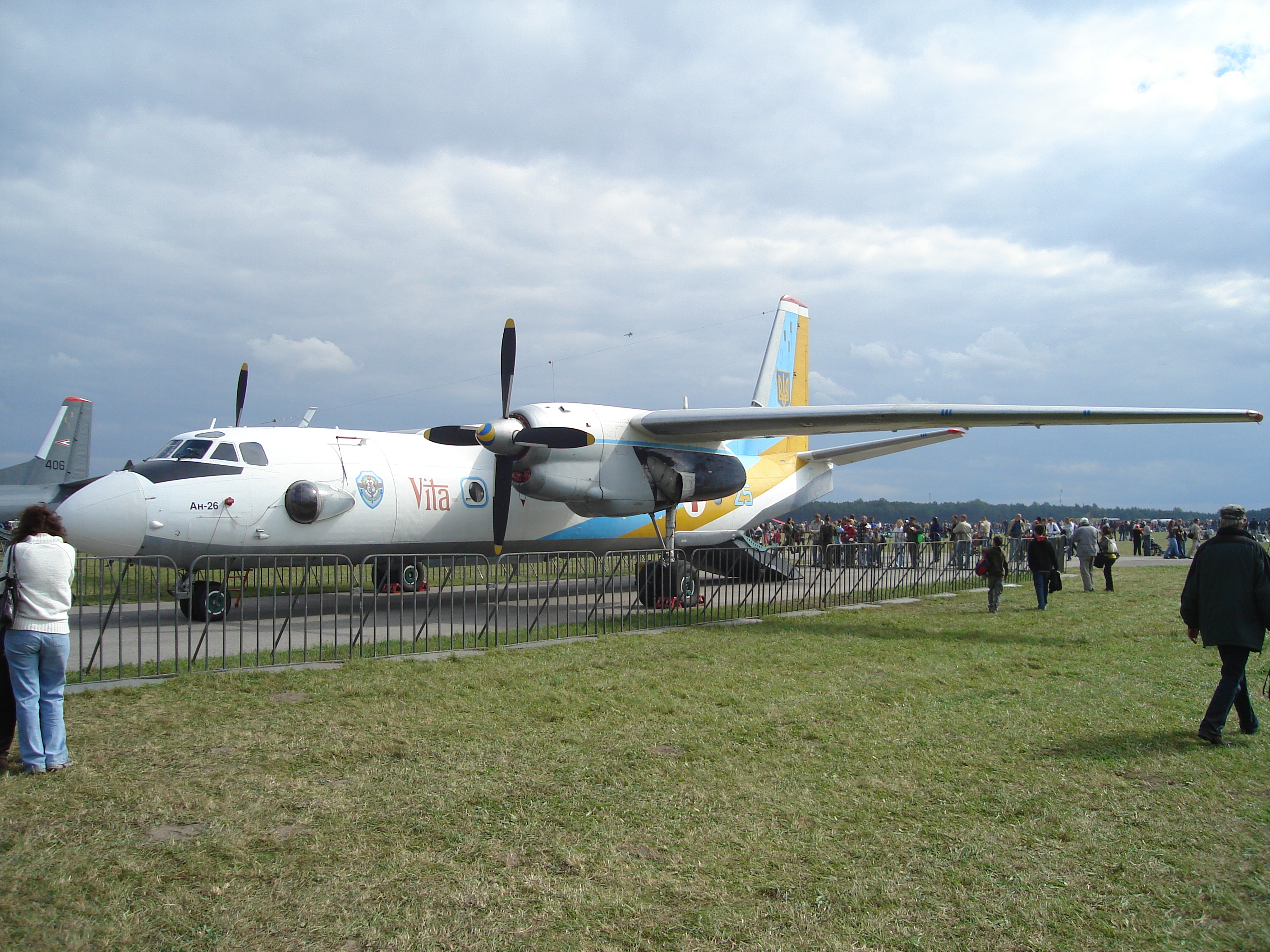
Український медико-санітарний літак Ан-26 «Віта»

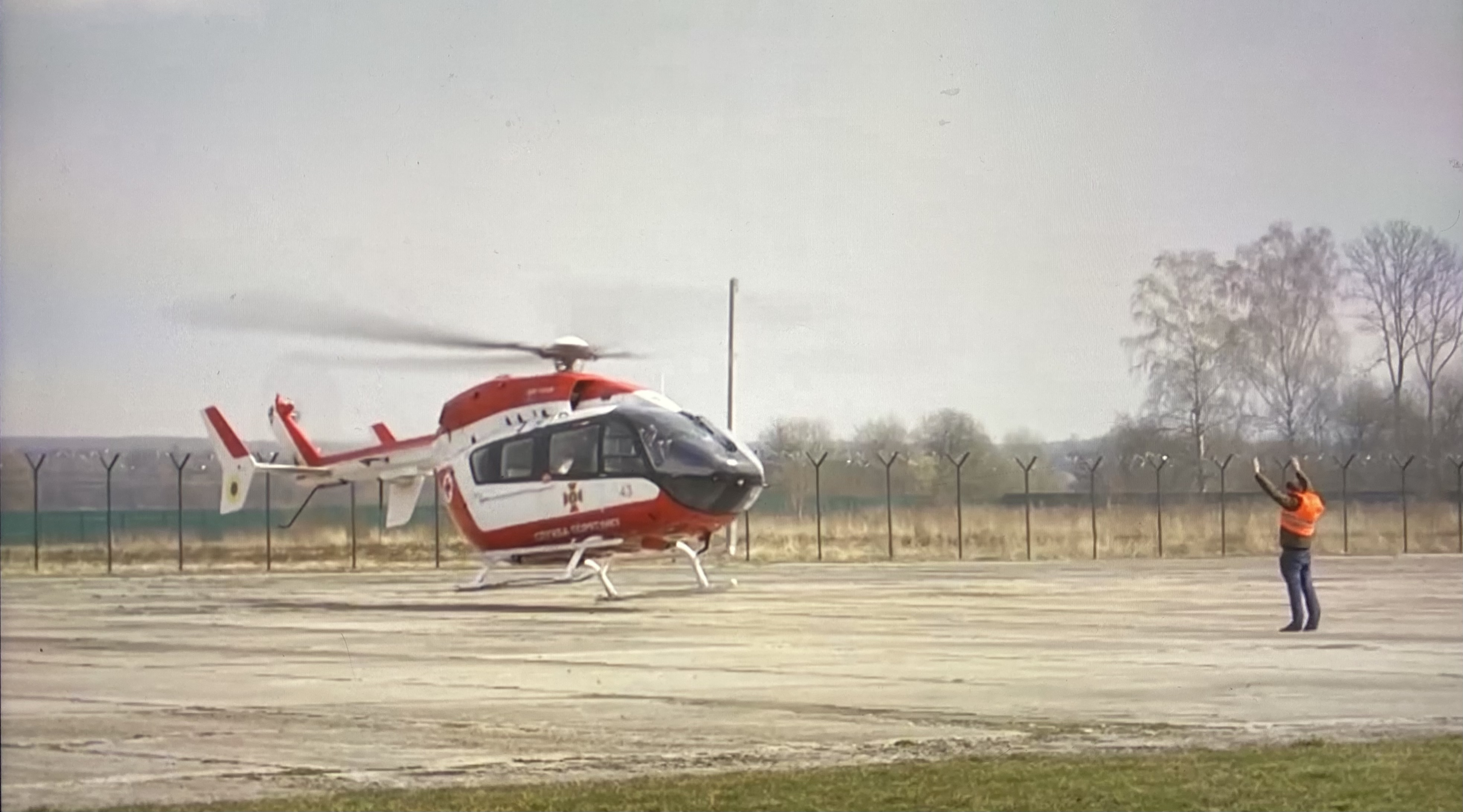
Вертоліт служби порятунку Airbus H135 Львівська обл. 2021

Санітарна авіація — авіація, призначена для надання екстреної медичної допомоги в умовах поганої транспортної доступності або великої віддаленості від медичних установ, а також для швидкого транспортування хворих та постраждалих, коли цього вимагає тяжкість їх стану.

## Історія виникнення
Санітарна авіація виникла в період після Першої світової війни. Вже в 1930-е роки в СРСР проектувалися і будувалися санітарні модифікації літаків (Ш-2, К-3 та ін.), були вироблені основні вимоги щодо оснащення повітряного судна та його льотних якостей. Під час Другої світової війни санітарна авіація отримала повсюдне поширення та використовувалася багатьма воюючими сторонами, хоча і в невеликих масштабах.
Пік розвитку санітарної авіації припав на другу половину XX століття. Нині широкого поширення набули гелікоптери, а значить з'явилася можливість посадки повітряного судна там, де раніше це було неможливо — наприклад, на невеликій галявині біля будинку лісника або на вертолітному майданчику по сусідству з лікарняним корпусом. Збільшилася вантажопідйомність літаків, при цьому салон отримав герметичність, що дозволило брати більше хворих на борт і перевозити їх з меншими незручностями